# 18e étape du Tour d'Italie 2014
Pour un article plus général, voir Tour d'Italie 2014.
La 18e étape du Tour d'Italie 2014 s'est déroulée le jeudi 29 mai 2014 entre la ville de Belluno et le refuge Panarotta (commune de Valsugana) sur un distance de 171 km.

## Résultats

### Classement de l'étape
|    | Coureur           | Pays     | Équipe                       |    | Temps           |
| -- | ----------------- | -------- | ---------------------------- | -- | --------------- |
| 1  | Julián Arredondo  | Colombie | Trek Factory Racing          | en | 4 h 49 min 51 s |
| 2  | Fabio Duarte      | Colombie | Colombia                     | +  | 17 s            |
| 3  | Philip Deignan    | Irlande  | Sky                          |    | 37 s            |
| 4  | Franco Pellizotti | Italie   | Androni Giocattoli-Venezuela |    | 1 min 20 s      |
| 5  | Edoardo Zardini   | Italie   | Bardiani CSF                 |    | 1 min 24 s      |
| 6  | Thomas De Gendt   | Belgique | Omega Pharma-Quick Step      |    | 1 min 38 s      |
| 7  | Ivan Basso        | Italie   | Cannondale                   |    | 1 min 43 s      |
| 8  | Dario Cataldo     | Italie   | Sky                          |    | 1 min 59 s      |
| 9  | Fabio Aru         | Italie   | Astana                       |    | 2 min 43 s      |
| 10 | Nairo Quintana    | Colombie | Movistar                     |    | 2 min 46 s      |

### Points attribués
|   | Cycliste        | Pays     | Équipe                       | Points |
| - | --------------- | -------- | ---------------------------- | ------ |
| 1 | Tim Wellens     | Belgique | Lotto-Belisol                | 8      |
| 2 | Emanuele Sella  | Italie   | Androni Giocattoli-Venezuela | 4      |
| 3 | Thomas De Gendt | Belgique | Omega Pharma-Quick Step      | 1      |

|    | Cycliste          | Pays     | Équipe                       | Points |
| -- | ----------------- | -------- | ---------------------------- | ------ |
| 1  | Julián Arredondo  | Colombie | Trek Factory Racing          | 15     |
| 2  | Fabio Duarte      | Colombie | Colombia                     | 12     |
| 3  | Philip Deignan    | Irlande  | Sky                          | 9      |
| 4  | Franco Pellizotti | Italie   | Androni Giocattoli-Venezuela | 7      |
| 5  | Edoardo Zardini   | Italie   | Bardiani CSF                 | 6      |
| 6  | Thomas De Gendt   | Belgique | Omega Pharma-Quick Step      | 5      |
| 7  | Ivan Basso        | Italie   | Cannondale                   | 4      |
| 8  | Dario Cataldo     | Italie   | Sky                          | 3      |
| 9  | Fabio Aru         | Italie   | Astana                       | 2      |
| 10 | Nairo Quintana    | Colombie | Movistar                     | 1      |

### Cols et côtes
|   | Cycliste         | Pays     | Équipe                       | Points |
| - | ---------------- | -------- | ---------------------------- | ------ |
| 1 | Julián Arredondo | Colombie | Trek Factory Racing          | 32     |
| 2 | Philip Deignan   | Irlande  | Sky                          | 20     |
| 3 | Dario Cataldo    | Italie   | Sky                          | 14     |
| 4 | Tim Wellens      | Belgique | Lotto-Belisol                | 10     |
| 5 | Thomas De Gendt  | Belgique | Omega Pharma-Quick Step      | 7      |
| 6 | Ivan Rovny       | Russie   | Tinkoff-Saxo                 | 4      |
| 7 | Ivan Basso       | Italie   | Cannondale                   | 2      |
| 8 | Emanuele Sella   | Italie   | Androni Giocattoli-Venezuela | 1      |

|   | Cycliste         | Pays     | Équipe                  | Points |
| - | ---------------- | -------- | ----------------------- | ------ |
| 1 | Julián Arredondo | Colombie | Trek Factory Racing     | 14     |
| 2 | Dario Cataldo    | Italie   | Sky                     | 9      |
| 3 | Tim Wellens      | Belgique | Lotto-Belisol           | 6      |
| 4 | Thomas De Gendt  | Belgique | Omega Pharma-Quick Step | 4      |
| 5 | Ivan Basso       | Italie   | Cannondale              | 2      |
| 6 | Fabio Duarte     | Colombie | Colombia                | 1      |

| - Ascension de Panarotta, 1re catégorie (km 171) \| \| Cycliste \| Pays \| Équipe \| Points \| \| - \| ----------------- \| -------- \| ---------------------------- \| ------ \| \| 1 \| Julián Arredondo \| Colombie \| Trek Factory Racing \| 32 \| \| 2 \| Fabio Duarte \| Colombie \| Colombia \| 20 \| \| 3 \| Philip Deignan \| Irlande \| Sky \| 14 \| \| 4 \| Franco Pellizotti \| Italie \| Androni Giocattoli-Venezuela \| 10 \| \| 5 \| Edoardo Zardini \| Italie \| Bardiani CSF \| 7 \| \| 6 \| Thomas De Gendt \| Belgique \| Omega Pharma-Quick Step \| 4 \| \| 7 \| Ivan Basso \| Italie \| Cannondale \| 2 \| \| 8 \| Dario Cataldo \| Italie \| Sky \| 1 \| |                   |          |                              |        |
| | Cycliste          | Pays     | Équipe                       | Points |
| 1 | Julián Arredondo  | Colombie | Trek Factory Racing          | 32     |
| 2 | Fabio Duarte      | Colombie | Colombia                     | 20     |
| 3 | Philip Deignan    | Irlande  | Sky                          | 14     |
| 4 | Franco Pellizotti | Italie   | Androni Giocattoli-Venezuela | 10     |
| 5 | Edoardo Zardini   | Italie   | Bardiani CSF                 | 7      |
| 6 | Thomas De Gendt   | Belgique | Omega Pharma-Quick Step      | 4      |
| 7 | Ivan Basso        | Italie   | Cannondale                   | 2      |
| 8 | Dario Cataldo     | Italie   | Sky                          | 1      |

## Classements à l'issue de l'étape

### Classement général
|    | Cycliste           | Pays      | Équipe                  |    | Temps            |
| -- | ------------------ | --------- | ----------------------- | -- | ---------------- |
| 1  | Nairo Quintana     | Colombie  | Movistar                | en | 77 h 58 min 08 s |
| 2  | Rigoberto Urán     | Colombie  | Omega Pharma-Quick Step | +  | 1 min 41 s       |
| 3  | Pierre Rolland     | France    | Europcar                |    | 3 min 29 s       |
| 4  | Fabio Aru          | Italie    | Astana                  |    | 3 min 31 s       |
| 5  | Rafał Majka        | Pologne   | Tinkoff-Saxo            |    | 3 min 31 s       |
| 6  | Domenico Pozzovivo | Italie    | AG2R La Mondiale        |    | 3 min 52 s       |
| 7  | Ryder Hesjedal     | Canada    | Garmin-Sharp            |    | 4 min 32 s       |
| 8  | Wilco Kelderman    | Pays-Bas  | Belkin                  |    | 4 min 37 s       |
| 9  | Cadel Evans        | Australie | BMC Racing              |    | 4 min 59 s       |
| 10 | Robert Kišerlovski | Croatie   | Trek Factory Racing     |    | 8 min 33 s       |

### Classement par points
|   | Cycliste        | Pays   | Équipe              | Points |
| - | --------------- | ------ | ------------------- | ------ |
| 1 | Nacer Bouhanni  | France | FDJ.fr              | 251    |
| 2 | Giacomo Nizzolo | Italie | Trek Factory Racing | 225    |
| 3 | Elia Viviani    | Italie | Cannondale          | 173    |

### Classement du meilleur grimpeur
|   | Cycliste         | Pays     | Équipe              | Points |
| - | ---------------- | -------- | ------------------- | ------ |
| 1 | Julián Arredondo | Colombie | Trek Factory Racing | 173    |
| 2 | Dario Cataldo    | Italie   | Sky                 | 87     |
| 3 | Tim Wellens      | Belgique | Lotto-Belisol       | 73     |

### Classement du meilleur jeune
|   | Cycliste       | Pays     | Équipe       |    | Temps            |
| - | -------------- | -------- | ------------ | -- | ---------------- |
| 1 | Nairo Quintana | Colombie | Movistar     | en | 77 h 58 min 08 s |
| 2 | Fabio Aru      | Italie   | Astana       | +  | 3 min 31 s       |
| 3 | Rafał Majka    | Pologne  | Tinkoff-Saxo |    | 3 min 31 s       |

### Classements par équipes

#### Classement aux temps
|   | Équipe                  | Pays     |    | Temps             |
| - | ----------------------- | -------- | -- | ----------------- |
| 1 | AG2R La Mondiale        | France   | en | 233 h 26 min 43 s |
| 2 | Omega Pharma-Quick Step | Belgique | +  | 18 min 17 s       |
| 3 | Tinkoff-Saxo            | Russie   |    | 32 min 35 s       |

#### Classement aux points
|   | Équipe                  | Pays       | Points |
| - | ----------------------- | ---------- | ------ |
| 1 | Omega Pharma-Quick Step | Belgique   | 294    |
| 2 | Trek Factory Racing     | États-Unis | 258    |
| 3 | Lampre-Merida           | Italie     | 254    |

### Autres classements
|   | Cycliste       | Pays     | Équipe                       | Points |
| - | -------------- | -------- | ---------------------------- | ------ |
| 1 | Marco Bandiera | Italie   | Androni Giocattoli-Venezuela | 32     |
| 2 | Andrea Fedi    | Italie   | Neri Sottoli                 | 26     |
| 3 | Tim Wellens    | Belgique | Lotto-Belisol                | 20     |

|   | Cycliste         | Pays     | Équipe              | Points |
| - | ---------------- | -------- | ------------------- | ------ |
| 1 | Julián Arredondo | Colombie | Trek Factory Racing | 37     |
| 2 | Tim Wellens      | Belgique | Lotto-Belisol       | 33     |
| 3 | Nacer Bouhanni   | France   | FDJ.fr              | 28     |

|   | Cycliste        | Pays     | Équipe              | Points |
| - | --------------- | -------- | ------------------- | ------ |
| 1 | Nacer Bouhanni  | France   | FDJ.fr              | 14     |
| 2 | Giacomo Nizzolo | Italie   | Trek Factory Racing | 7      |
| 3 | Nairo Quintana  | Colombie | Movistar            | 5      |

|   | Cycliste           | Pays     | Équipe                       | Points |
| - | ------------------ | -------- | ---------------------------- | ------ |
| 1 | Andrea Fedi        | Italie   | Neri Sottoli                 | 608    |
| 2 | Marco Bandiera     | Italie   | Androni Giocattoli-Venezuela | 504    |
| 3 | Maarten Tjallingii | Pays-Bas | Belkin                       | 391    |

| \| \| Cycliste \| Pays \| Équipe \| Points \| \| - \| ---------------- \| ------ \| ------------ \| ------ \| \| 1 \| Nacer Bouhanni \| France \| FDJ.fr \| 14 \| \| 2 \| Fabio Aru \| Italie \| Astana \| 12 \| \| 3 \| Enrico Battaglin \| Italie \| Bardiani CSF \| 12 \| |                  |        |              |        |
| | Cycliste         | Pays   | Équipe       | Points |
| 1 | Nacer Bouhanni   | France | FDJ.fr       | 14     |
| 2 | Fabio Aru        | Italie | Astana       | 12     |
| 3 | Enrico Battaglin | Italie | Bardiani CSF | 12     |

## Abandons
- Diego Rosa (Androni Giocattoli-Venezuela) : abandon
- Ivan Santaromita (Orica-GreenEDGE) : non-partant
- Diego Ulissi (Lampre-Merida) : non-partant